# Лядвенець рогатий
Лядвенець рогатий або звичайний (Lotus corniculatus) — трав'яниста рослина роду лядвенець родини бобових.

## Опис

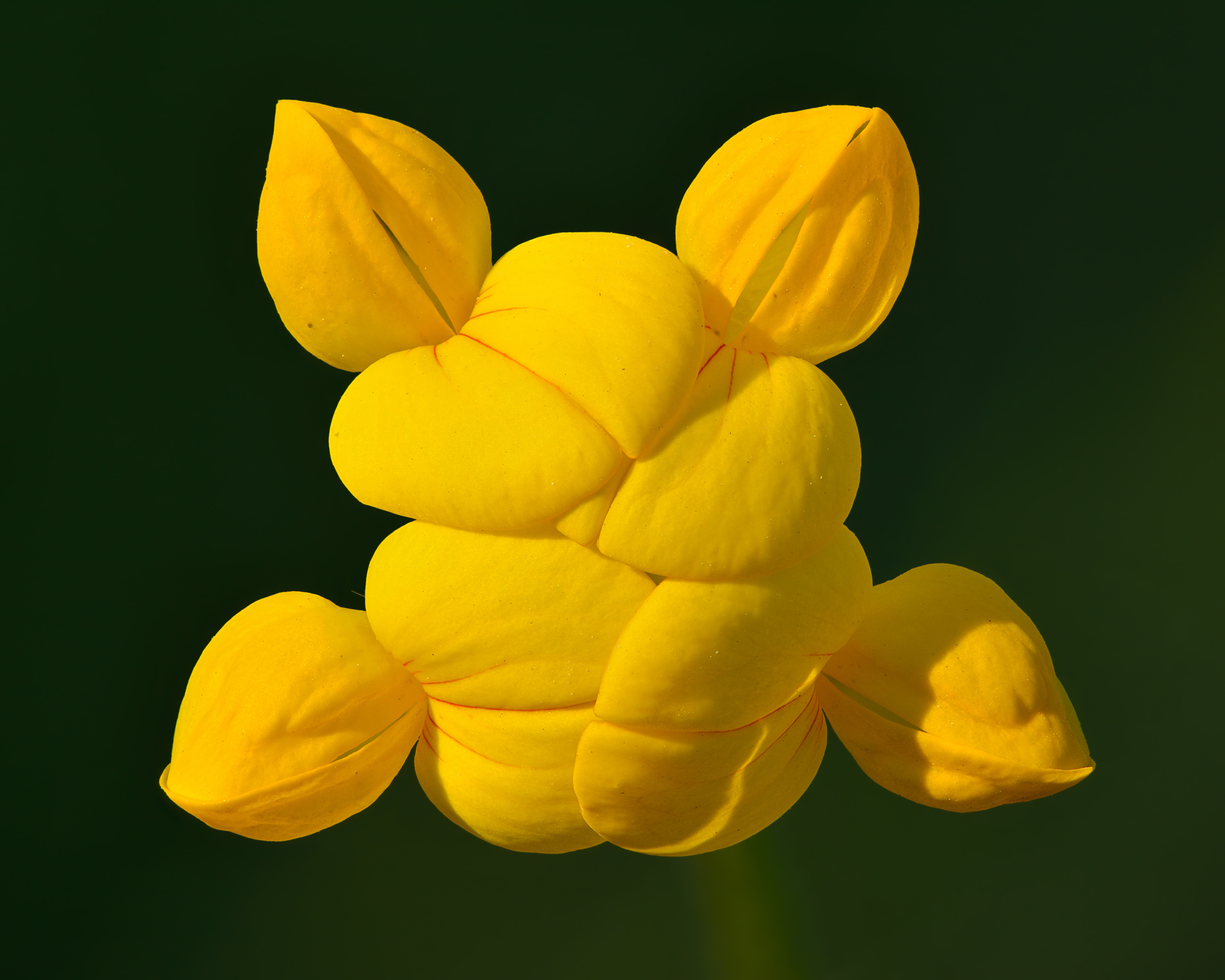
Суцвіття

Суцвіття лядвенцю має 5–6 квіток типу простого зонтика. Віночок квіток має жовтий, інколи помаранчевий колір. Боби бурі, прямі, тонкі, довжиною 2,5–3, відходять радіально від спільної. Стебла виткі, в природних травостоях мають висоту 30–40 см, у посівах досягають 80 см. Насіння дрібне, має овальну форму, злегка сплющене, темно-коричневе, інколи темно-мармурово-плямисте. Маса 1000 насінин 1,4–1,6 до 2 г залежно від екотипу.
Лядвенець рогатий досить посухостійкий, окремі сорти зимостійкі. Він добре переносить кислотність ґрунту і може рости на погано дренованих ґрунтах. На помірно зволожених луках здатен інтенсивно кущитись і розмножуватись.
В Україні районовано такі сорти лядвенцю рогатого: Дединівський, Московський 25, Московський 287. В Івано-Франківській області вирощують сорти Монастирецький, у Полтавській — Смоленський.

## Використання
Лядвенець рогатий — сінокісно-пасовищна кормова бобова трава переважно лучного ареалу. Його використовують переважно для випасання тварин на пасовищах як компонент злаково-бобових сумішей. Добрий травостій отримується через два роки, оскільки лядвенець проростає повільно. Але після того, як ця культура приживеться, пасовище стає багаторічним, так при повній стиглості дозрілі боби розкриваються і самопідсіваються.
Тварини добре споживають зелену масу до цвітіння. Вітамінне сіно з лядвенцю вважається дієтичним кормом для всіх сільськогосподарських тварин.
Лядвенець рогатий є медоносом. У народній медицині використовується як ранозагоювальний, пом'якшувальний, знеболювальний та протизапальний засіб. Квітки використовують як седативний та тонізуючий засіб.